# Крейдун, Георгий Александрович
Георги́й (Ю́рий) Алекса́ндрович Кре́йдун (род. 31 августа 1970 г., г. Ворошиловград) — священник Русской православной церкви, протоиерей; кандидат физико-математических наук, кандидат богословия, доктор искусствоведения, настоятель Иоанно-Богословского храмового комплекса в г. Барнауле (Алтайский край), член Союза архитекторов России, председатель Алтайского отделения Императорского православного палестинского общества (ИППО).
С сентября 1998 года преподаватель Алтайского государственного университета (с 2014 года — профессор), с 1999 года преподаватель Барнаульской духовной семинарии (до 2006 — училище).

## Биография
Родился в семье рабочих. До восьмого класса обучался в средней школе № 18; в 1987 году окончил среднюю школу № 1 (с физико-математическим уклоном) г. Ворошиловграда. С 1987 по 1990 годы учился на физическом факультете (отделение астрономии) Киевского государственного университета.
Принял Крещение в Свято-Вознесенском храме г. Киева 29 апреля 1990 года.
В 1991—1992 годы экстерном окончил физико-математический факультет Бийского педагогического института. Там же работал ассистентом кафедры физики, а также и преподавателем Бийского лицея. В 1994—1997 годы обучался в аспирантуре радиофизического факультета Томского государственного университета. Работал младшим научным сотрудником Сибирского физико-технического института.
В 1995—1996 годы занимался реализацией программ благотворительного фонда «Возрождение Алтая» (президент В. А. Пеленев, позже — монах Вячеслав). В Бийске создал общедоступную «Библиотеку православного христианина», организовал первые в епархии курсы по основам православной культуры для работников образования и культуры. Преподавал в воскресной школе для взрослых при Бийском Успенском соборе. Участвовал в создании православного братства Казанской иконы Божией Матери в Бийске.
3 ноября 1996 года в Казанском храме Коробейниковского мужского монастыря епископом Барнаульским и Алтайским Антонием (Масендичем) рукоположен в сан диакона. 17 ноября того же года в Покровском кафедральном соборе г. Барнаула рукоположен в сан священника. Назначен штатным клириком Свято-Никольского храма г. Барнаула.
С 1998 по 2003 годы заочно обучался в Московской духовной семинарии.
15 мая 2001 года переведен на должность штатного священника Покровского кафедрального собора г. Барнаула.
20 сентября 2001 г. участвовал чине прославления преподобного Макария (Глухарева) Алтайского и произносил проповедь в Покровском кафедральном соборе.
В начале 2000-х в городах Барнауле, Бийске и Горно-Алтайске инициировал организацию и проведение научно-практических Макарьевских чтений, которые с того времени регулярно проводятся в Горно-Алтайском государственном университете.
В июне 2001 г. — инициировал процесс возвращения комплекса Бийского Архиерейского дома и Катехизаторского училища в пользование Церкви. 24 сентября 2001 г. — в рамках 2-х Свято-Макариевских чтений участвовал в установлении и освящении поклонного креста в устье р. Чулышман на месте сожженного вандалами креста. В июне 2002 г. вместе с настоятелем Никольского храма в Турочаке иереем Сергием (позже — иеромонах Максим) Хивинцевым совершил миссионерское плавание по р. Бия.
С 5 марта 2002 года — настоятель Иоанно-Богословского храма г. Барнаула.
С 2002 по 2004 годы обучался в докторантуре факультета искусствоведения (ныне Институт гуманитарных наук) Алтайского государственного университета.
20 сентября 2003 г. — в рамках 4-х Свято-Макарьевских чтений участвовал в освящении крестов на восстанавливаемый Бийский Архиерейский дом.
В октябре 2003 года являлся делегатом III Миссионерского съезда в г. Москве.
21 ноября 2003 г. — в рамках 4-х Свято-Макарьевских чтений участвовал в установке и освящении поклонного креста в устье р. Улалы в г. Горно-Алтайске.
В 2004—2005 годы экстерном обучался в Православном Свято-Тихоновском Гуманитарном университете по специальности «религиоведение». В 2005—2007 годы обучался там же в аспирантуре миссионерского факультета.
С 2000 по 2007 и 2013—2016 гг. являлся председателем епархиального Миссионерского отдела.
В августе 2003 года разрабатывал маршрут и участвовал в поездке миссионерской дружины под руководством протоиерея Аркадия Шатова (ныне епископ Пантелеимон), духовника Свято-Димитриевского училища сестер милосердия. Маршрут проходил от Бийска в Чойский район, северный берег Телецкого озера и Солтонский район. Оглашено и крещено около 700 человек.
31 августа 2003 года — назначен проректором по учебной части Барнаульского духовного училища, с сохранением иных послушаний. 19 июля 2006 года в связи в преобразованием Барнаульского духовного училища в семинарию назначен проректором по учебной части Барнаульской духовной семинарии. С 2004 по 2005 годы был духовником Училища.
Летом 2004 года разрабатывал маршрут и участвовал в работе миссионерской дружины под руководством протоиерея Владимира Воробьева, ректора Свято-Тихоновского Православного Гуманитарного Университета. Посещены прибрежье Телецкого озера, Усть-Коксинский и Усть-Канский районы. Отслужено в походных условиях три литургии, Крещено и катехизировано несколько сот местных жителей.
С 2004 по 2009 годы руководил миссионерской практикой студентов Барнаульской духовной семинарии. Маршруты поездок проходили по не имеющим регулярного духовного окормления населенным пунктам Алтайского края и Республики Алтай.
Участвовал в организации и проведении международной научно-практической конференции «Музеи и нематериальное духовное наследие» (26 февраля 2005 года, Барнаул).
Летом 2005 года разрабатывал маршрут миссионерской дружины под руководством протоиерея Максима Козлова, настоятеля храма великомученицы Татьяны при Московском государственном университете. Посещены Солонешенский и Быстроистокский районы Алтайского края, совершено несколько литургий в походных условиях и крещено несколько десятков человек.
В марте 2006 года на Епархиальном собрании был избран членом Епархиального совета.
С 30 марта по 31 августа 2007 года являлся благочинным Барнаульского церковного округа.
26-29 января 2009 года участвовал в качестве делегата от духовенства Барнаульско-Алтайской епархии в Поместном Соборе Русской Православной Церкви и выборах Патриарха Московского и всея Руси.
В ноябре 2010 года был делегатом IV Миссионерского съезда в г. Москве.
С 2011 по 2016 годы являлся председателем Епархиальной комиссии по канонизации. Собирал материалы к жизнеописанию православных святых и подвижников Алтайской митрополии. Участвовал в подготовке документов к учреждению Собора Алтайских святых.
31 августа 2012 года инициировал проведение I Епархиального семинара храмостроителей в Барнаульской духовной семинарии.
С 2014 по 2016 годы — председатель Издательского отдела Барнаульской епархии.
С 28 ноября 2016 является настоятелем общины верующих прихода воссоздаваемого Петропавловского кафедрального собора г. Барнаула.
В 2017—2019 годы проводил городской фестиваль «Игры Красной горки» в Барнауле.
С 2018 по 2023 год являлся секретарем Барнаульской епархии. В 2019 года координировал работу оргкомитета по празднованию 25-летия возрождения Барнаульской епархии.
В декабре 2018 года в галерее «Универсум» Алтайского государственного университета провел выставку «Православные храмы Алтая: что было, что есть, что будет».
С 2019 года является исполнительным директором просветительского Фонда им. Александра Невского (г. Барнаула).
В 2021 г. организовал проведение серии краевых епархиальных мероприятий в честь 800-летия святого великого князя Александра Невского. В частности, выставочный просветительский проект «Образ Александра Невского в традиционной русской культуре и искусстве» в Барнауле, Рубцовске, Алейске, Заринске, Новоалтайске.
В 2022 году организовал проведения краевого фестиваля «Горлица», направленного на популяризацию певческой традиции православных духовных кантов как нематериального культурного наследия народов Алтайского края. В 2023 году — проект «День седьмой» о старожильческих традициях православных праздников Алтая.
С 2018 по 2023 годы — советник ректора Барнаульской духовной семинарии. С 2023 года является первым проректором и проректором по научной работе. Координирует работу по вопросам государственной аккредитации и лицензирования.
Победитель творческих конкурсов и лауреат различных премий в области архитектуры, краеведения и книгоиздания.
Организатор творческих коллективов в области кинодокументалистики. В 2004—2005 годах участвовал в создании видеостудии «Благословенный Алтай». Под его руководством созданы документальные киноленты: «Призри с Небесе, Боже» (2004), «Строительство храма Иоанна Богослова» (2007), «Алтайская горлица» (2022), «Воссоздание церковно-архитектурного наследия Алтайской митрополии» (2022), "Барнаул Его Величества: 1 серия «Как Екатерина II храм в Барнауле строила», 2 серия «Как Император Николай I колокол Барнаулу пожертвовал», 3 серия «Как Александр III в Барнауле школу восстановил» (2022), «День седьмой» (2023).
За организованную экскурсионную работу приход Иоанна Богослова получил в 2019 г. диплом победителя в городском конкурсе общественного признания «Доброволец года-2019» (организаторами конкурса выступили администрация города Барнаула, в лице комитета общественных связей и безопасности, и Алтайская краевая общественная организация «Развитие гражданских институтов») в номинации «Добровольческая акция в сфере сохранения исторического и культурного наследия».
Организовал работу благотворительного гуманитарного центра «Забота», оказывающего комплексную помощь нуждающимся.
Является членом Общественной палаты г. Барнаула (трех созывов), членом различных общественных советов.

## Преподавательская деятельность
Преподавательскую деятельность начинал учителем физики в Бийском лицее в 1991—1992 годах. Затем преподавал теоретическую физику в должности ассистента кафедры физики Бийского педагогического института (1992—1996).
С 1997 по 2000 годы являлся духовником и преподавателем предметов богословского цикла в Барнаульском православном лицее.
В сентябре 1998 года принят старшим преподавателей кафедры политологии, затем — кафедры теологии Алтайского государственного университета. Преподавал предметы: православный катехизис, основное богословие, религиозная вероучительная литература. С 2012 года работал старшим преподавателем кафедры истории искусства, костюма и текстиля. С 2014 года — профессор кафедры культурологи и дизайна. Преподает предметы: сохранение сибирского культурного наследия, образ храма в Православной культуре, теория архитектурных стилей, специализированные базы данных в сети Интернет и др. Руководит выпускными квалификационными работами и исследовательской работой аспирантов. В 2020 г. ВАК РФ присвоил звание доцента.
С 1999 г. является преподавателем Барнаульского духовного училища (с 2006 г. семинария). С 2012 года — заведующий кафедрой Богословия и церковно-практических дисциплин. Преподает: основное богословие, апологетику, церковное искусство. Под его научным руководством защищены десятки дипломных работ по темам истории Православия на Алтае, церковного искусства и архитектуры.
Создатель Алтайского центра звонарского мастерства (2016). Руководил проектом «Создание и функционирование обучающих курсов по фигурной кровле „Купола России“» международного грантового конкурса «Православная инициатива 2017—2018» фонда поддержки гуманитарных и просветительских инициатив «Соработничество».
В 2023 году за значительные заслуги в сфере образования и добросовестный труд минобрнауки России присвоило почетное звание «Почетный работник сферы образования Российской Федерации».

## Архитектурно-строительная деятельность
С 2003 г. в новостройках г. Барнаула ведет строительство храмового комплекса апостола и евангелиста Иоанна Богослова, включающего три храма, часовню-сень, здание духовно-просветительского центра, трапезную, административное здание и многофункциональный хозблок. 12 сентября 2007 г. поднят главный купол на новопостроенный трехпрестольный Иоанно-Богословский храм г. Барнаула. 20 октября 2007 г. освящен архиерейским чином нижний придел в честь равноапостольного Великого князя Владимира. 22 декабря 2007 г. — установлена звонница из 9 колоколов на колокольне Иоанно-Богословского храма. 31 мая 2008 г освящен малым чином придел преподобного Макария Алтайского. 18 декабря 2008 г. на месте временного богослужебного здания заложен храм Вифлеемских младенцев-мучеников от Ирода избиенных. 4 октября 2009 г. сонмом архиереев и духовенства освящен главный престол Иоанно-Богословского храма г. Барнаула. Проектирование Иоанно-Богословского храмового комплекса прот. Георгий осуществлял совместно с И. Тимофеевой (Москва), К.Храбрых (Барнаул).
В 2005—2007 гг. организовывал строительство Свято-Троицкого храма в Черном Ануе Республики Алтай (архитектор К.Храбрых). Начинал строительство Никольского храма в Усть-Кане, Казанского храма в Улагане.
Составил историко-архитектурное обоснование и принял участие в проектировании и воссоздании Александро-Невской часовни на Ленинском проспекте в г. Барнауле (архитектор А. Ф. Деринг).
В 2008 году начал строительство храма Вифлеемских младенцев-мучеников в Барнауле. Совместно с академиком Российской академии художеств А. М. Лидовым является автором идеи иеротопической программы интерьера храма. В 2012—2016 годах в процессе отделки данного храма руководил работой большого коллектива художников, скульпторов, мозаичистов, резчиков по камню. За эту работу удостоен серебряной медали Российской академии художеств «Достойному» (2019 г.). Святейший Святейший Патриарх Кирилл преподал личное благословение: «Благодарю всех, кто потрудился, созидая сей благолепный храм» (21 сентября 2015 г.). Храм Вифлеемских младенцев-мучеников в 2019 году по версии Русского географического общества вошел в топ-10 достопримечательностей Алтайского края.
В 2014—2021 годах руководил разработкой и реализацией иконописной программы росписей Свято-Владимирского придела храма Иоанна Богослова (художник И. Торопов).
Совместно с резчиком Павлом Мининым (г. Омск) разработал иконостас с резными иконами в храме Божьей Матери «Прибавление ума». Освящен митрополитом Барнаульским и Алтайским Сергием (Иванниковым) в 2018 году.
С 2016 по 2021 годы строитель воссозданного храма и звонницы Живоначальной Троицы в Барнауле. Освящен митрополитом Барнаульским и Алтайским Сергием (Иванниковым) в 2019 году. Совместно с доктором архитектуры С. Б. Поморовым является соавтором проекта храмового комплекса.
С 2017 года руководит творческой группой архитекторов, конструкторов, археологов, искусствоведов и историков по созданию проекта восстановления Петропавловского кафедрального собора г. Барнаула. Под научным руководством прот. Георгия Крейдуна разработаны два варианта эскизных проектов воссоздания собора и часовни «Достойно есть» при нем (совместно с архитекторами А. Дерингом, Я. Дерингом, Д. Трофимовым и М.Ошкиным).
С 28 марта 2017 года назначен епархиальным архитектором Барнаульской епархии. Является председателем Экспертного совета Алтайской митрополии по церковному искусству, архитектуре и реставрации.
Кроме того, участвовал в проектировании Свято-Троицкого храма в пос. Октябрьском, храма святителя Николая в Усть-Порозихе Шипуновского р-на Алтайского края, храма Петра и Павла в Кош-Агаче Республики Алтай.
Консультировал храмостроителей Покровского храма в Журавлихе Первомайского района, храма святителя Спиридона Тримифунтского в Санниково и Михаило-Архангельского храма в Малышевом Логу Алтайского края; а также Михаило-Архангельского храма в Мыюте Шебалинского района, храма Блаженной Ксении Петербургской в Усть-Пыже Республики Алтай.
С 2019 года ведет строительство Свято-Духовского храмового комплекса (Барнаул, ул. Солнечная поляна, 90). В 2022 году построен приходской дом. 5 января 2023 года митрополитом Барнаульским и Алтайским Сергием совершено малое освящение и начаты богослужения в нижнем Свято-Георгиевском приделе храма. Особенностью храма является применение белого керамического облицовочного кирпича с инкрустацией мозаичными орнаментальными элементами. В 2023 году при храме возведено здание духовно-просветительского центра. По проекту прот. Георгия Крейдуна на фасадах здания впервые в Барнауле применена технология имитации архитектурного декора живописью.
В 2019—2020 годы руководил работами по росписи и внутреннему убранству крестильного храма праведного Иоанна Кронштадтского Знаменского женского монастыря г. Барнаула (худ. И. Торопов).
Организовывал работы по строительству Вознесенского храма в с.Елбанка (с 2018 года) и храма Рождества Христова в с. Ануйском (с 2020 года). Принимал активное участие в строительстве храма пророка Ильи в с. Малахово Косихинского района Алтайского края (2019). Проектировал, организовывал и руководил работами по воссозданию часовни на Змеевском ключе у села Колыванского (2020). Проектировал и руководил работами по изготовлению мраморного иконостаса Трехсвятительского придела храма Живоначальной Троицы в Барнауле, освященного митрополитом Барнаульским и Алтайским Сергием 26 февраля 2023 года.
Автор научных и популярных публикаций по церковной архитектуре и искусству Юго-Западной Сибири. Участник и лауреат выставок и фестивалей. В том числе XVIII Межрегионального архитектурного фестиваля Зодчество Сибири 2018 (диплом I степени). Обладатель диплома Союза архитекторов России «За весомый творческий вклад в развитие архитектуры Сибири» (2018), премии им. А. Д. Крячкова Сибирского отделения Академии архитектуры и строительных наук, диплома «За вклад в развитие культуры города Барнаула» (2018), Макариевской премии в номинации архитектура (2022), дипломант Межрегиональной художественной выставки «СИБИРЬ — XIII» (Барнаул, 2023).
С 2019 года — член Союза архитекторов России.

## Научно-исследовательская деятельность
Исследователь миссионерской деятельности Русской православной церкви, культурного наследия Сибири, истории Православия на Алтае, церковной архитектуры и искусства. Автор 13 монографий и 150 научных и научно-популярных публикаций. Автор ряда фундаментальных работ, таких как: «Алтайская духовная миссия в 1830—1919 годы: структура и деятельность» (Москва, 2008), «Бийский архиерейский дом. История и архитектура» (Бийск, 2010), «Миссионерское храмоздательство на Алтае: Воссоздание облика утраченных храмов XIX — начала XX в.» (Барнаул, 2013), «Храмы, станы и монастыри Алтайской духовной миссии: чертежи, панорамы, 3D-модели» (Барнаул, 2013), «Святая Земля в пространстве храма. Новая церковь Святых Вифлеемских младенцев в Барнауле» (в соавторстве с А. М. Лидовым, Москва-Барнаул, 2018), «Летопись возрождения» (2019), «Иконы афонского письма на Алтае: история бытование, каталог» (в соавторстве с Г. Д. Бугаевой, Барнаул, 2020) и др.
Член диссертационных советов при Алтайской государственном университете по специальностям 5.10.3 Виды искусства (изобразительное и декоративно-прикладное искусство и архитектура) и 5.10.1. «Теория и история культуры, искусства».
Начинал научно-исследовательскую деятельность в Томском государственном университете. С помощью численных методов изучал нелинейно-оптические явления. Под руководством А. В. Шаповалова и В. А. Донченко написал и успешно защитил диссертацию на соискание ученой степени кандидата физико-математических наук по теме «Распад и стохастизация солитонов в кубично нелинейной среде с возмущениями» (1997 г.).
В конца 1990-х годов занялся изучением истории православной миссии на Алтае и архитектуры храмов юго-западной Сибири. В первом десятилетии XXI века вел активную экспедиционную деятельность по территории Алтайского края и Республики Алтай. Выявил и описал остатки десятков православных храмов и часовен в труднодоступных и малопосещаемых местах. Организовал работы по археологической расчистке погоста храма в с. Онгудай (2002 г.), расчисткой храма Александро-Невского скита (2002 г.) близ с. Жуланиха Заринского района Алтайского края. С июля 2003 по июнь 2006 г. — проведены работы по расчистке погоста разрушенного в годы безбожия Михаило-Архангельского храма в с. Мыюте Республики Алтай. В результате этой работы было установлено точное местоположение могил протоиерея Михаила Чевалкова, иеромонаха Платона, протоиерея Василия и иерея Владимира Постниковых, а также членов их семей.
Открыл местоположение и описал планировку «командировки» Сиблага в урочище Кор-Кечу, места кончины преподобномученика иеромонаха Киприана (Нелидова).
Прот. Георгий Крейдун продолжил работу доктора богословия прот. Бориса Пивоварова по систематическому изучению архивов Алтайской духовной миссии и изданию ее духовного наследия. Издано три сборника архивных ранее не опубликованных документов. Составлен синодик сотрудников Алтайской миссии (около 1400 имен).
7 июля 2007 г. в диссертационном совете Православного Свято-Тихоновского Гуманитарного университета защитил диссертацию на соискание степени кандидата богословия по теме «История создания структур Алтайской духовной миссии в период с 1830 по 1919 годы».
Занимался разработкой методов теоретической реконструкции утраченных памятников истории и архитектуры. На основе авторской методики с использованием архивных документов, полевых материалов с помощью цифрового моделирования наиболее значимых памятников воссоздал панораму миссионерской православной архитектуры юго-западной Сибири. Осуществил систематическое изучение комплекса «Бийского архиерейского дома», пещерных келий в Заринском районе.
17 февраля 2012 г. — в диссертационном совете при Алтайском государственном университете защищена диссертация на соискание ученой степени доктора искусствоведения по теме «Храмовое зодчество Юго-Западной Сибири XIX — начала XX в. в контексте миссионерской деятельности Русской православной церкви».
По исследовательским материалам прот. Г. Крейдуна были сформированы экспозиции «Алтайская духовная миссия» и «Новомученики и исповедники Алтая» в Музее истории Православия на Алтае при Барнаульском епархиальном управлении (2004 г.). Кроме того, созданы экспозиции «Быт и культура алтайских переселенцев», «Интерьер гостиной середины XX века», «Музей колоколов» в духовно-просветительском центре Иоанно-Богословского храмового комплекса г. Барнаула.
Научный консультант проектов «Вернём колоколу голос (отливка копий разбитых колоколов дореволюционного сибирского литья)» фонда Президентских грантов 2018 года, «Издание духовного наследия алтайских миссионеров» международного грантового конкурса «Православная инициатива 2015—2016» и «Новомученики и исповедники земли Алтайской (электронная база данных)» международного грантового конкурса «Православная инициатива 2016—2017».
Организатор и модератор многочисленных научных конференций, круглых столов по религиозной истории и культуре Алтая, в частности, Свято-Макарьевских чтений и др.
С 1999 года занимается издательской деятельностью. Первыми изданиями были книги: «Мысли христианина» — избранные места из дневника прот. Иоанна Кронштадтского (1999), «Стихи дорогому батюшке» — сборник стихов, посвященных праведному Иоанну Кронштадтскому (2000), «Православные храмы Барнаула» (авторы Я. Е. Кривоносов и Т. В. Скворцова, 2001), альманах «К Свету» выпуск «Православный Алтай: Небесный покров и земной подвиг» (по заказу игумена Петра (Пиголь), 2002). Издатель многих презентационных изданий: «Карта паломника по Алтаю» (2001), «Барнаульская духовная семинария» (2008), «Барнаульская епархия: 20 лет возрождения» (2014), «Храмы Алтая» (2021), и др.

## Награды
2009 — орден прп. Сергия 3 ст. «Во внимание к трудам по строительству храма Святого Апостола и Евангелиста Иоанна Богослова г. Барнаула и в связи с состоявшимся освящением храма».
2014 — орден прп. Серафима 3 ст. «Во внимание к трудам по строительству храма 14000 Вифлеемских младенцев, иже от Ирода избиенных, г. Барнаула».
2015 — благодарность Губернатора Алтайского края «За добросовестный труд и большой вклад в социально-экономическое развитие города Барнаула».
2016 — медаль первопечатника диакона Иоанна Федорова II степени.
2018 — медаль Барнаульской епархии Святителя Макария, просветителя Алтая I степени.
2018 — орден блгв. кн. Даниила 3 ст. «Во внимание к помощи в строительстве храма-звонницы иконы Божией Матери „Прибавление ума“ при Алтайском центре звонарского мастерства г. Барнаула».
2018 — диплом Союза архитекторов России «За весомый творческий вклад в развитие архитектуры Сибири».
2019 — медаль Чешской Православной Церкви святых Кирилла и Мефодия.
2019 — серебряная медаль «Достойному» Российской академии художеств.
2019 — медаль Алтайского края «Родительская слава».
2020 — Патриарший знак храмостроителя «Во внимание к трудам по строительству Иоанно-Богословского комплекса и храма Живоначальной Троицы г. Барнаула и в связи с 50-летием со дня рождения».
2020 — благодарственное письмо Алтайского краевого законодательного собрания «За большой личный вклад в духовно-нравственное воспитание жителей города и в связи с празднованием Дня города Барнаула».
2021 — орден свт. Иннокентия 3 ст. «Во внимание к трудам на благо Святой Церкви и в связи с 25-летием служения в сане пресвитера».
2021 — почетный памятный знак ИППО «орден имени великого князя Сергея Александровича».
2022 — медаль Горноалтайской епархии преподобного Макария, просветителя Алтайского.
2023 — почетное звание «Почетный работник сферы образования Российской Федерации» за значительные заслуги в сфере образования и добросовестный труд.
2023 — диплом и памятный знак «За заслуги в развитии города Барнаула».

## Дипломы за участие в конкурсах
2014 — диплом III степени IX открытого конкурса изданий «Просвещение через книгу» в номинации «Лучшая иллюстрированная книга».
2014 — диплом «за сохранение духовного и культурного наследия, возрождение традиций колокольного звона и активное участие в VI открытом областном фестивале звонарей „Звоны над Томью“».
2018 — диплом победителю регионального этапа Всероссийского конкурса в области педагогики, воспитания и работы с детьми школьного возраста и молодежью до 20 лет и на соискание премии «За нравственный подвиг учителя» в номинации «Лучшая программа духовно-нравственного и гражданско-патриотического воспитания детей и молодежи».
2018 — диплом I степени XVIII Межрегионального архитектурного фестиваля «Зодчество в Сибири» в номинации «Монография», раздел «Пропаганда архитектуры».
2018 — премия им. А. Д. Крячкова Сибирского отделения Академии архитектуры и строительных наук за монографию «Храмы, станы и монастыри Алтайской духовной миссии: чертежи, панорамы, 3д-модели».
2018 — диплом лауреата Православной литературной премии имени Святителя Макария, митрополита Алтайского в номинации «Православное краеведение» за цикл монографий и публикаций по истории православия на Алтае.
2019 — лауреат краевого конкурса «Лучшая книга Алтая — 2019» в номинации «Лучшее краеведческое издание».
2022 — диплом лауреата Православной премии имени Святителя Макария, митрополита Алтайского в номинации «Архитектура» (г. Барнаул)
2022 — лауреат Краевого конкурса литературных произведений в номинации «Краеведение».
2023 — дипломант Межрегиональной художественной выставки «СИБИРЬ — XIII» (Барнаул, 2023).
2023 — лауреат Всероссийской премии имени Вячеслава Шишкова (учредитель администрация г. Бежецка Тверской области).